# Кравченко Наталія Іванівна
Кра́вченко Ната́лія Іва́нівна (нар. 30 березня 1968, м. Київ) — український мистецтвознавець, кандидат наук, член Національної спілки художників України з 1993 року.

## Освіта
1987 рік — Республіканська художня школа ім Т. Шевченка в Києві.
1993 рік — Українська академія мистецтв, графічний факультет (педагог — Лящук Тимофій Андрійович).
1996 рік— аспірантура Української академії мистецтв (науковий керівник — академік Дерегус Михайло Гордійович).

## Робота
У виставках бере участь з 1989 року.
Працює — в Київській національній картинній галереї, старший науковий співробітник, викладач в НАОМА — курс «Шрифт», у НАКККІМ — на кафедрі мистецтвознавства та експертизи (з 2008).
1994 року відбулася персональна виставка «Апокриф» — у Державному музеї книги і друкарства України.
В 2007 році захистила кандидатську роботу — «Секуляризація релігійного живопису в Україні другої пол. XVII—XIX ст.», в Львівській національній академії мистецтв, здобула вчене звання доцента. Напрямки дослідження: релігійний живопис в Україні.
З 2012 року — член Експертної ради Міністерства культури України по відбору та придбанню творів сучасного образотворчого, декоративного і народного мистецтва.

## Наукові роботи
Є автором понад 31 публікації в наукових збірниках та періодичних виданнях України — 24 наукового та 7 навчально-методичного характеру.
Серед її робіт:
- «Від „Нерукотворного образу…“ до „Тайної вечері“: Про дискусії навколо символіки українського іконостасу», 1999,
- «Теологія в образах», 2000,
- «Зміни в українському іконостасі XVII ст. Українська Академія мистецтва: Дослідницькі та науково-методичні праці», 2001,
- «Сюжет „Тайної вечері“ в православному іконопису та в мистецтві інших релігійних громад. Українська Академія мистецтва: Дослідницькі та науково-методичні праці»,
- монографія «Православна ікона і християнська релігійна тематика в секулярному образотворчому мистецтві» — 2004,
- «Київський передзвін: Альбом-календар», 2005,
- «Словник термінів мистецтвознавця-експерта: для студентів спеціальності 8.02020501 „Мистецтво“, спеціалізації „Мистецтвознавець-експерт, оцінювач“», 2011,
- «Трактування сюжету зцілення розслабленого в західноєвропейському та російському релігійному живопису XVII—XIX століть», 2013,
- «Атрибуція ікони „Цвҍтоносіє“ з церковної колекції храму Святого Стефана (м. Афіни, Греція). Мистецтвознавчі записки», 2013,
- «Проблема датування найдавніших українських багаточасних ікон Страстей Христових», 2014,
- «Атрибуція ікони святого Христофора з приватної колекції (м. Київ)», 2014.

Виконує ікони переважно у стилі неовізантизму, українського бароко, використовує різьблення на левкасі, яєчну темперу, золочіння.
У творчому доробку:
- серія плакатів «Православні свята українського народу» (1989—1993),
- ілюстрації до творів Г. Квітки-Основ'яненка «Підбрехач» (Київ, 1993),
- та «Маруся» (Київ, 1994),
- диптих «Сила і слава», 1995,
- триптих «Три Марії», 1995),
- серія «Японська», 2008,
- ікони — «Різдво Христове», 1996,
- «Преображення Господнє» — 1997,
- «Благовіщення Пресвятої Богородиці», 2004,
- «Покрова Пресвятої Богородиці», 2004,
- «Святий благовірний князь Ігор», 2004,
- «Нерукотворний образ Спасителя», 2005,
- розпис вівтаря храму св. Миколая у місті Вишгород,
- «Архістратиг Михаїл», 2006.